# Caravana de camellos

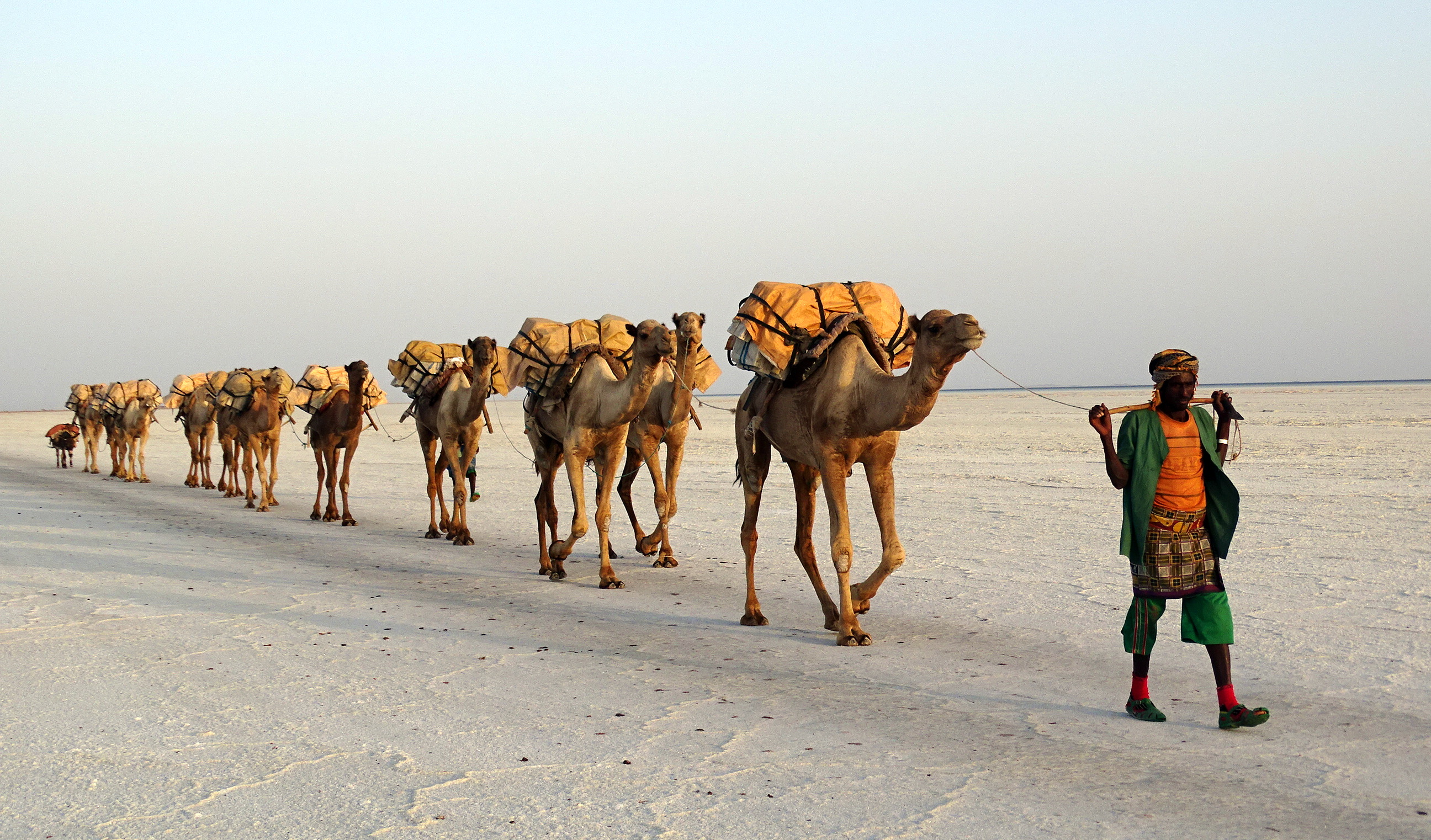
Una caravana de camellos contemporánea para el transporte de sal en el lago Karum en la región de Afar, Etiopía

Una caravana de camellos o tren de camellos, es una serie de camellos que transportan pasajeros y mercancías en un servicio regular o semi-regular entre puntos. Aunque raramente viajaban más rápido que la velocidad humana, durante siglos la capacidad de los camellos de soportar condiciones duras les hizo ideales para la comunicación y el comercio en las zonas desérticas del norte de África y la península arábiga . Los trenes de camellos también se utilizaron con moderación en otros lugares del mundo. Desde principios del siglo XX han sido sustituidos en gran parte por vehículos motorizados o tráfico aéreo.

## África, Asia y Oriente Medio

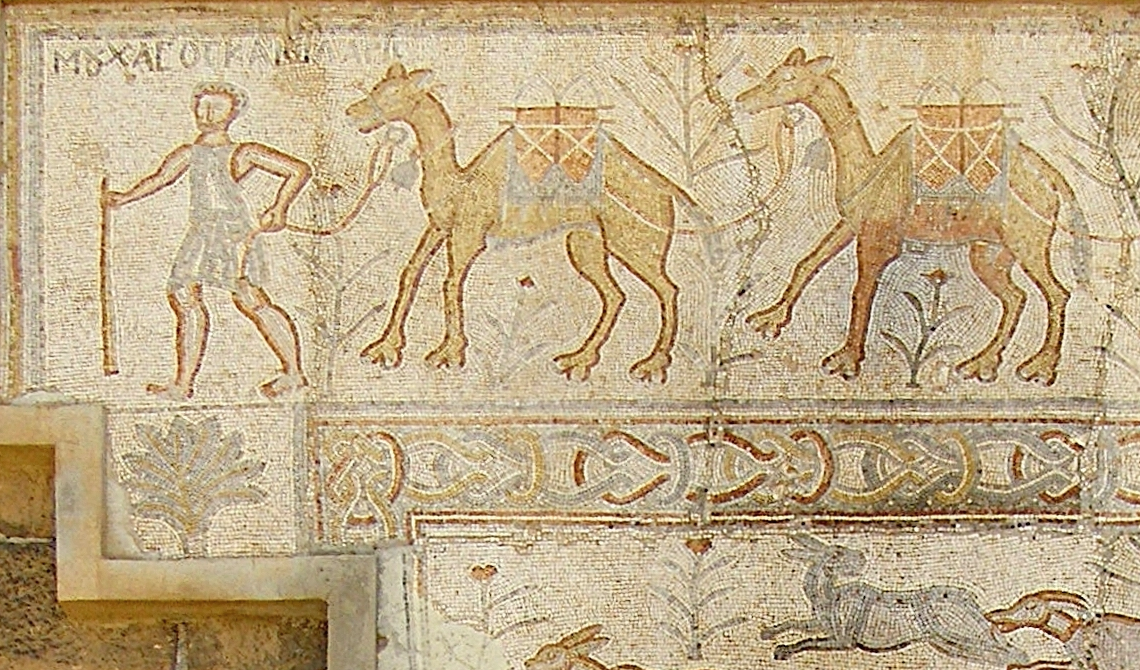
Antiguo mosaico romano que representa a un comerciante conduciendo un tren de camellos. Bosra, Siria

Véase también: Comercio transahariano y ruta de la seda
Con diferencia, el mayor uso de los trenes de camellos se produce entre el norte y el oeste de África por los tuareg, los Shuwa y los Hassaniyya, así como por grupos culturalmente afiliados como los Toubou, los Hausa y los Songhay . Estos trenes de camellos hacen comercio en el desierto del Sáhara y el Sahel y alrededores. Los trenes viajan hasta el sur hasta el centro de Nigeria y el norte de Camerún en el oeste y el norte de Kenia en el este del continente. En la antigüedad, la península arábiga era una ruta importante para el comercio con la India y Abisinia .
Los trenes de camellos también se han utilizado durante mucho tiempo en partes del comercio transasiático, incluida la Ruta de la Seda . Ya a principios del siglo XX, las caravanas de camellos tuvieron un papel importante conectando la región de Beijing / Shanxi del este de China con los centros mongoles ( Urga, Uliastai, Kobdo) y Xinjiang . Las rutas iban por Mongolia Interior y Exterior . Según Owen Lattimore, que en 1926 pasó cinco meses atravesando el extremo norte de China (de Hohhot a Gucheng, pasando por Mongolia Interior) con una caravana de camellos, la demanda de comercio de caravanas sólo se incrementó con llegada de barcos de vapor extranjeros a los puertos chinos y la construcción de los primeros ferrocarriles en el este de China, ya que mejoraban el acceso al mercado mundial de productos del oeste de China como la lana.

## Australia
Véase también: Ernest Eugene Kramer

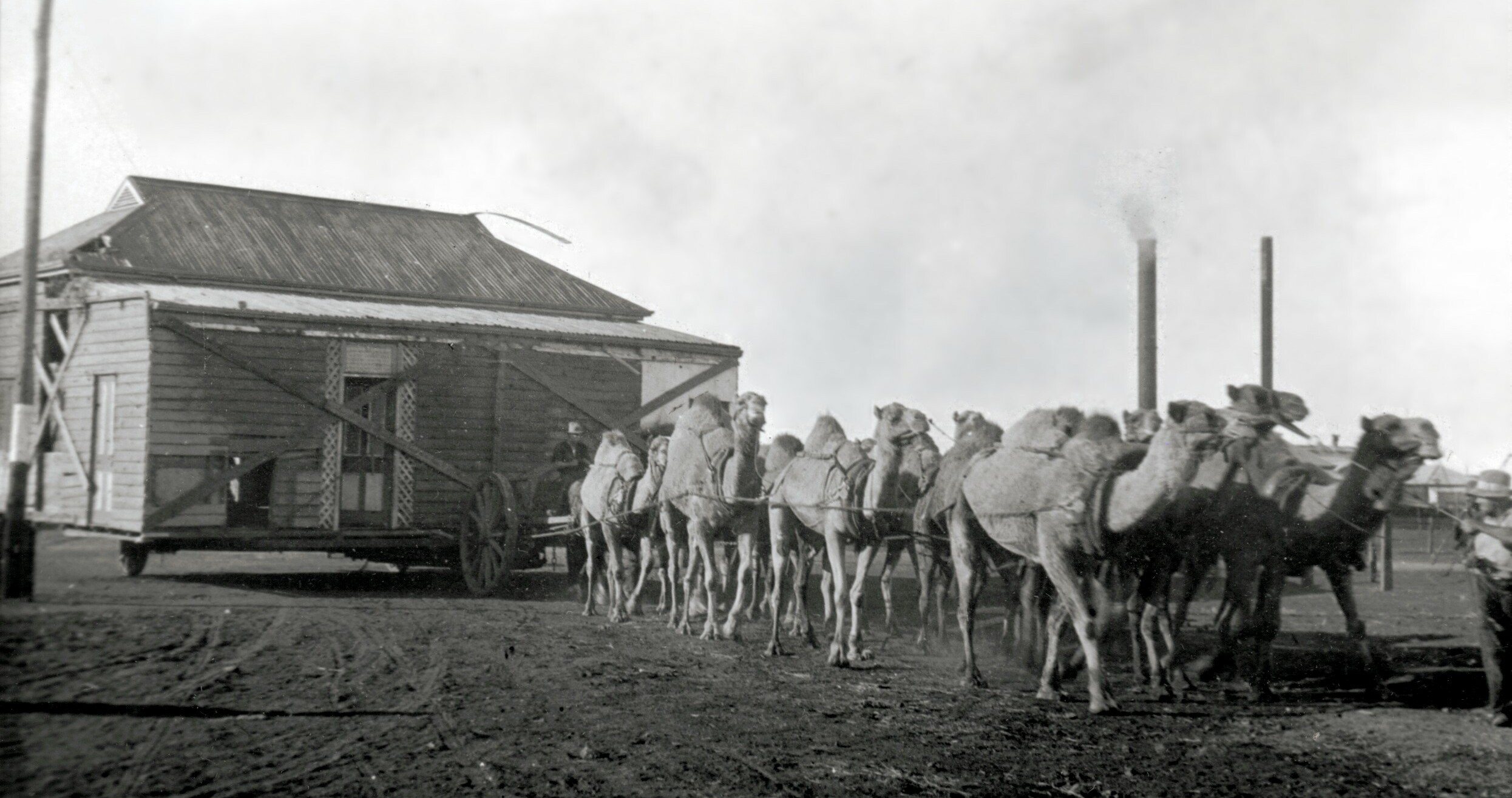
Tren de camellos transportando una casa, Kalgoorlie, Australia

En el mundo de habla inglesa, el término "tren de camellos" se aplica a menudo en Australia, sobre todo el servicio que una vez conectaba un jefe de ferrocarril a Oodnadatta en Australia Meridional con Alice Springs en el centro del continente. El servicio terminó cuando la línea de tren se amplió hasta Alice Springs en 1929; este tren se llama " el Ghan ", una versión abreviada de "Afghan Express", y su logotipo es "camel & rider", en honor a los "cameleros afganos" que fueron pioneros en la ruta.

## América del Norte
Estados Unidos
La historia de los trenes de camellos en Estados Unidos consiste principalmente en un experimento del ejército estadounidense. El 29 de abril de 1856, treinta y tres camellos y cinco conductores llegaron a Indianola, Texas . Aunque los camellos eran adecuados para el trabajo de transporte en el suroeste americano, el experimento fracasó. Su terquedad y agresividad les hacían impopulares entre los soldados, y asustaban a los caballos. Muchos de los camellos fueron vendidos a propietarios privados, otros escaparon al desierto. Estos camellos salvajes se continuaron observando durante los primeros años del siglo XX, con la última avistamiento en 1941 cerca de Douglas, Texas .
Columbia Británica(Canadá)
Los camellos fueron utilizados de 1862 a 1863 en la Columbia Británica, Canadá, durante la fiebre del oro de Cariboo .

## Organización de la caravana de camellos

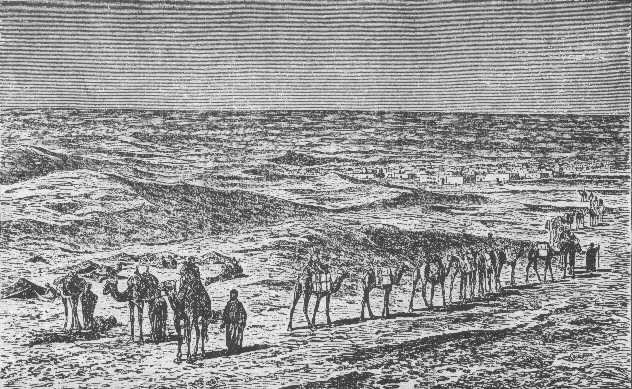
"Caravana acercándose a una ciudad en el vasto desierto del Sáhara", de: Stanley and White Heroes in Africa, de HB Scammel, 1890

Aunque la organización de las caravanas de camellos varió a lo largo del tiempo y a lo largo de los territorios que recorría, el relato de Owen Lattimore sobre la vida de las caravanas en el norte de China en los años veinte da una buena idea de cómo era el transporte de camellos. En su Desert Road to Turkestan, describe principalmente caravanas de camellos dirigidas por empresas chinas Han y Hui del este de China ( Hohhot, Baotou ) o Xinjiang ( Qitai (entonces llamado Gucheng), Barkol ), recorriendo las rutas que conectan estas dos regiones a través del desierto de Gobi . a través de la Mongolia Interior (o, antes de la independencia de Mongolia, el exterior ). Antes de la independencia efectiva de China de la Mongolia Exterior (alrededor de 1920), las mismas empresas también dirigieron caravanas en Urga, Uliassutai y otros centros de Mongolia Exterior, y en la frontera rusa en Kyakhta, pero con la creación de una frontera internacional, estas rutas llegaron a China. declive. Rutas de caravanas menos importantes dieron servicio a varias otras zonas del norte de China, tales como la mayoría de los centros del actual Gansu, Ningxia y el norte de Qinghai . Algunas de las firmas de caravanas más antiguas con sede en Hohhot tenían una historia que data de principios de la dinastía Qing .

### Camellos

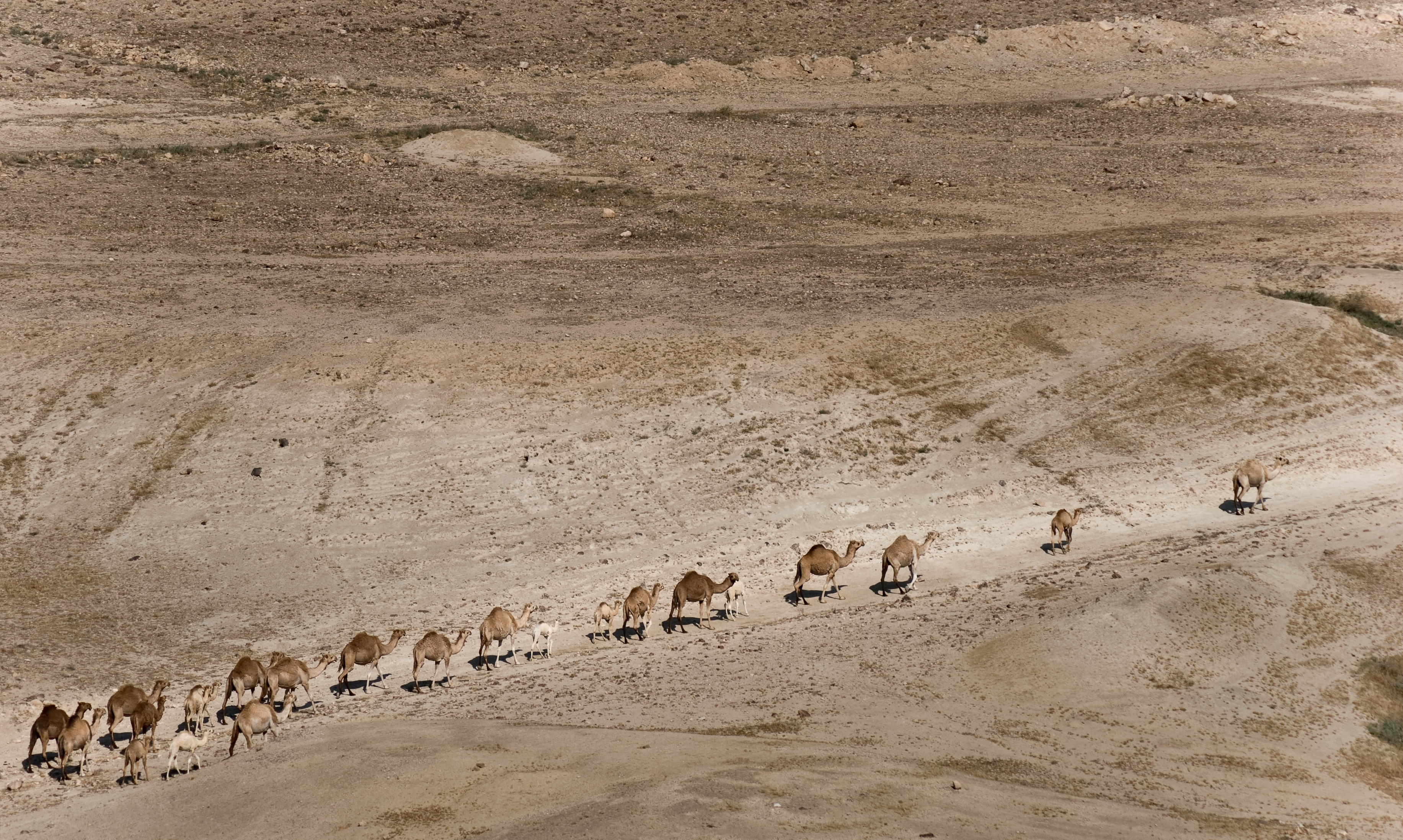
Convoy de camellos en el Valle del Rift del Jordania, Cisjordania, mayo de 2010

Las caravanas procedentes de ambos extremos de la ruta Hohhot-Gucheng estaban compuestas por camellos bactrianos de dos jorobas, adecuados para el clima de la zona, aunque muy ocasionalmente se podían ver dromedarios de una sola joroba llevados a esta ruta por los uigures ( "Turki", en El lenguaje de Lattimore) gente de la caravana de Hami Normalmente, una caravana estaría compuesta por una serie de archivos ( Chinese, lian ), de hasta 18 camellos cada uno. Cada uno de los caravaneros de base, conocidos como los tiradores de camellos (Chinese, la luotuo-de ), estaba a cargo de uno de estos archivos. En la marcha, el trabajo del camellero consistía en conducir el primer camello de su limón con una cuerda atada a una clavija pegada al hocico, conduciendo cada uno de los otros camellos del limón por medio de una cuerda parecida por el camello de enfrente. de esto. Dos limones ( lian ) formaban un ba, y los tiradores de camellos de las dos limas se ayudaban mutuamente a la hora de cargar carga en los camellos al inicio de la marcha de cada día o de descargarla cuando se detenían . Para realizar su trabajo correctamente, los tiradores de camellos debían ser expertos en camellos: como comenta Lattimore, "como no se conoce ningún buen doctorado para él [un camello] cuando está enfermo, deben aprender a mantenerlo bien". Cuidar la salud de los camellos incluía la posibilidad de encontrar el mejor pastoreo disponible para ellos y mantenerlos alejados de las plantas venenosas; conocimiento de cuándo no debe permitirse que un camello beba demasiada agua; cómo aparcar los camellos durante la noche, que les permita obtener el mejor refugio posible de la nieve soplada por el viento en invierno; cómo distribuir correctamente la carga para evitar que haga daño al animal; y cómo tratar las heridas leves de los camellos, como ampollas o úlceras.
La carga de camellos fue descrita por Mildred Cable y Francesca French en su libro Through Jade Gate and Central Asia (1927): «En la carga de un camello, sus murmullos comienzan cuando la primera bala se coloca en el espalda, y continúan ininterrumpidamente hasta La carga es igual a su fuerza, pero en cuanto muestra signos de exceso, el murmullo se detiene de repente, y entonces el conductor dice: "¡Basta! no ponga nada más a esta bestia!" » 

### Gente de la caravana

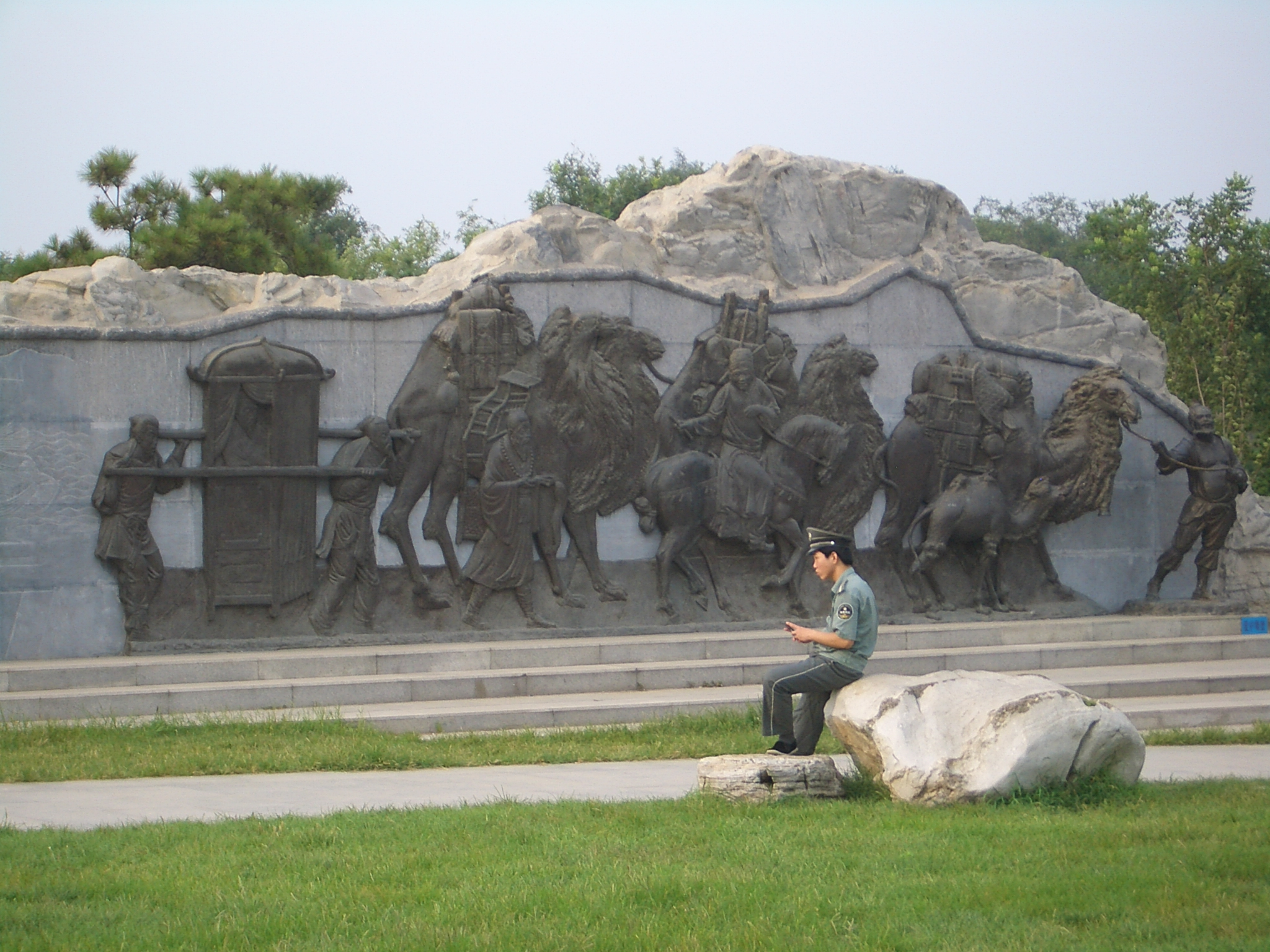
Representación de un escultor moderno de (la cabeza de) una caravana que se acerca a Pekín, completa con un tirador de cameles y un maestro de caravanas montado, jefe de cocina o xiansheng a su lado. En los desiertos de Mongolia, no se vería a un dignatario en una silla sedán viajando, ni un camello niño acompañaría a su madre. Sin embargo, Mildred Cable y Francesca French en su libro El desierto de Gobi (1942) describen cómo se puede llevar un camello joven en una cuna de madera a la espalda de su madre. Después de la primera semana es capaz de caminar a su lado con períodos de descanso en la cuna; a medida que envejece es capaz de transportar una carga de artículos más ligeros que necesita la caravana pero a los cuatro años puede llevar una carga completa.

Una caravana podría constar de unos 150 camellos (8 o más filas), con un tirador de cameles para cada limón. Además de los tiradores de camellos, la caravana también incluiría un xiansheng (先生, literalmente, "Señor", "Señor") (normalmente, un anciano con una larga experiencia como tirador de camellos, que ahora juega el papel de director general )., uno o dos cocineros, y el jefe de caravanas, cuya autoridad sobre la caravana y su gente era tan absoluta como la de un capitán de un barco. Si el propietario de la caravana no viajaba con la caravana, enviaría una supercarga, la persona que se encargará de la eliminación de la mercancía a su llegada, pero no tenía autoridad durante el viaje. La caravana también podía transportar a un número de pasajeros pagadores, que alternarían entre montar encima de una carga de camello y caminar.
El sueldo de los tiradores de camellos era bastante bajo (alrededor de 2 taeles de plata al mes en 1926, que no serían suficientes ni siquiera para los zapatos y la ropa que se desgastaba mientras caminaba con sus camellos), aunque también se les alimentaba y disponía de espacio para tiendas de campaña. gastos del propietario de la caravana. Esa gente trabajaba no tanto por el salario como por el beneficio de llevar alguna carga -la mitad de una carga de camello, o una carga completa- propia sobre los camellos de la caravana; cuando se vendiera con éxito al destino, aportaría un beneficio útil. Aún más importante, si un tirador de camellos podía permitirse el lujo de comprar un camello o algunos de los suyos, se le permitía incluirlos en su fichero y recoger el dinero del transporte para la carga (asignada por el propietario de la caravana) que llevarían. Una vez que el extractor de camellos se hizo lo suficientemente rico como para poseer cerca de un archivo completo de 18 camellos, podría unirse a la caravana no como empleado sino como una especie de socio; ahora en vez de ganar un sueldo pagaría dinero (unos 20 taeles ). por ida y vuelta en 1926) al propietario de (el resto de) la caravana en beneficio de unirse a la caravana, compartir la comida, etc.

### Dieta
La comida de la gente de la caravana se basaba mayoritariamente en harina de avena y mijo, con un poco de grasa animal. Una oveja se compraba a los mongoles y se sacrificaba de vez en cuando, y el té era la bebida diaria habitual; como las verduras frescas eran escasas, el escorbuto era un peligro. Además de la carga pagada y la comida y el equipo para los hombres, los camellos también llevarían una buena cantidad de forraje para ellos mismos (normalmente, guisantes secos cuando iban al oeste, y cebada cuando iban al este, eran los tipos más baratos de alimentación de camellos en Hohhot). y Gucheng, respectivamente). Se calculaba que, al salir de su punto de origen, por cada 100 cargas de mercancía la caravana llevaría unas 30 cargas de forraje. Cuando no era suficiente (sobre todo en invierno) se podía comprar más forraje (muy caro) a los comerciantes que venían a los lugares de parada populares de la ruta de las caravanas desde las zonas pobladas de Gansu o Ningxia en el sur.

### Carga

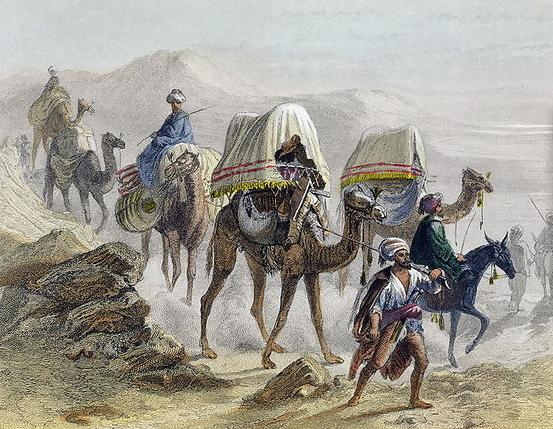
Camellos con un howdah, de Émile y Adolphe Rouargue, 1855

La carga típica que transportaban las caravanas eran mercancías tales como lana, tejidos de algodón o té, así como productos manufacturados diversos para su venta en Xinjiang y Mongolia. El opio también se transportaba, normalmente, por caravanas más pequeñas y subrepticias, generalmente en invierno (ya que en el tiempo caluroso el olor se detectaba con demasiada facilidad por el olor). Las cargas más exóticas podrían incluir jade de Khotan, cornamientos de alc apreciados en la medicina china, o incluso cadáveres de los caravaneros y comerciantes de Shanxi, que murieron mientras se encontraban en Xinjiang. En este último caso, los cuerpos habían sido enterrados por primera vez "temporalmente" en Gucheng en ataúdes ligeros, y cuando, después de tres años en la tumba, la carne había sido mayoritariamente " consumada ", el gremio de comerciantes envió los cuerpos en la tumba. el este por una caravana especial. Debido a la naturaleza especial de la carga, se cobró una tarifa de transporte más alta para estos "pasajeros fallecidos". Los camellos se han utilizado históricamente para el tráfico de drogas ilícitas entre sus bienes comerciales legales. Dado que la carne de camello es ilegal en algunos lugares, los mismos camellos son de contrabando. En India, el sacrificio ritual y la matanza común han alimentado el contrabando de camellos.

### Velocidad
Según el diario de Lattimore, los viajes en caravana a Mongolia Interior no siempre siguieron un horario regular. Las caravanas viajaban o acampaban a cualquier hora del día o de la noche, según clima, condiciones locales y necesidad de descanso. Dado que la caravana viajaba a la velocidad de caminata de los hombres, la distancia hecha en un día (una "etapa") suele ser de entre 10 y 25 mi (16 y 40 km), en función de las condiciones de la carretera y del tiempo, y las distancias entre fuentes de agua. En ocasiones se pasaban varios días en un campamento sin avanzar, debido al mal tiempo. Un viaje de ida de Hohhot a Gucheng ( 2494,5 a 2655,4 km según el cálculo de Lattimore ) podía tardar entre tres y ocho meses.
Las caravanas más pequeñas propiedad de los mongoles del Alashan (la Mongolia Interior más occidental) y tripuladas por los chinos deben Zhenfan, podían hacer marchas más largas (y, por tanto, cubrir distancias más largas más rápido) que las típicas caravanas chinas han o hoy, porque los mongoles podían utilizar siempre camellos "frescos" (recogidos de su gran rebaño sólo para un solo viaje), cada hombre tenía un camello para montar, y las cargas eran mucho más ligeras que en las caravanas "estándar" ( rara vez superaban las 270 libras (122,5 kg) . Estas caravanas suelen viajar de día, desde la salida del sol hasta la puesta del sol. Este tren de camellos se describe en los relatos del viaje que hicieron Peter Fleming y Ella Maillart en el desierto de Gobi a mediados de los años treinta.

### Logística

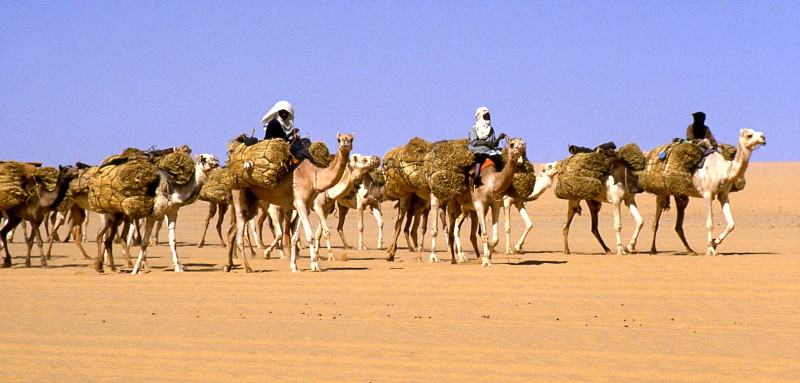
Caravana de sal de Azalai practicada por los comerciantes tuareg en el desierto del Sáhara. Los franceses informaron que la caravana de 1906 contaba con 20.000 camellos.

Las puestas llamadas caravanserraris se extendieron a lo largo del recorrido de un largo viaje en caravanas. Estas puestas junto a la carretera se especializaban en atender a los viajeros por las rutas comerciales establecidas, como la Ruta de la Seda y la Ruta Real . Dado que las rutas comerciales tan largas pasaban a menudo por regiones desérticas inhóspitas, los viajes serían imposibles de completar con éxito y rentabilidad sin un caravanserrario para proporcionar los suministros y la asistencia necesarios a los comerciantes y viajeros.
Hacía falta que los camellos pasaran al menos dos meses entre largos viajes para recuperarse, y el mejor momento para esta recuperación era entre junio y julio, cuando los camellos se desprenden del pelo y el pastoreo es mejor. Por tanto, la mejor práctica era que una caravana abandonara Hohhot en agosto, justo después de la temporada de pastoreo; al llegar a Gucheng, los camellos más débiles podrían quedarse hasta el verano siguiente apacentando cualquier vegetación disponible en invierno, mientras que los más fuertes, después de unas semanas de recuperación con una dieta de grano (el grano es más barato en Xinjiang que en el este de China), ser enviado de vuelta a finales de invierno/principios de primavera, agarrándose grano por forraje y regresar a Hohhot antes de la próxima temporada de pastoreo. Por el contrario, se podría dejar a Hohhot en primavera, pasar la temporada de pasto estival en Xinjiang y volver a finales de otoño del mismo año. De cualquier modo, sería posible que la gente de la caravana y sus mejores camellos hicieran un viaje completo de ida y vuelta en un año. Sin embargo, una programación tan perfecta no siempre era posible, y a menudo ocurría que una caravana enviada desde Hohhot a agosto acababa quedándose en el otro extremo de la ruta hasta y durante la siguiente temporada de pastoreo, volviendo a Hohhot aproximadamente año y medio después de su salida.

### Pérdida de camellos; comercio de pelo de camello

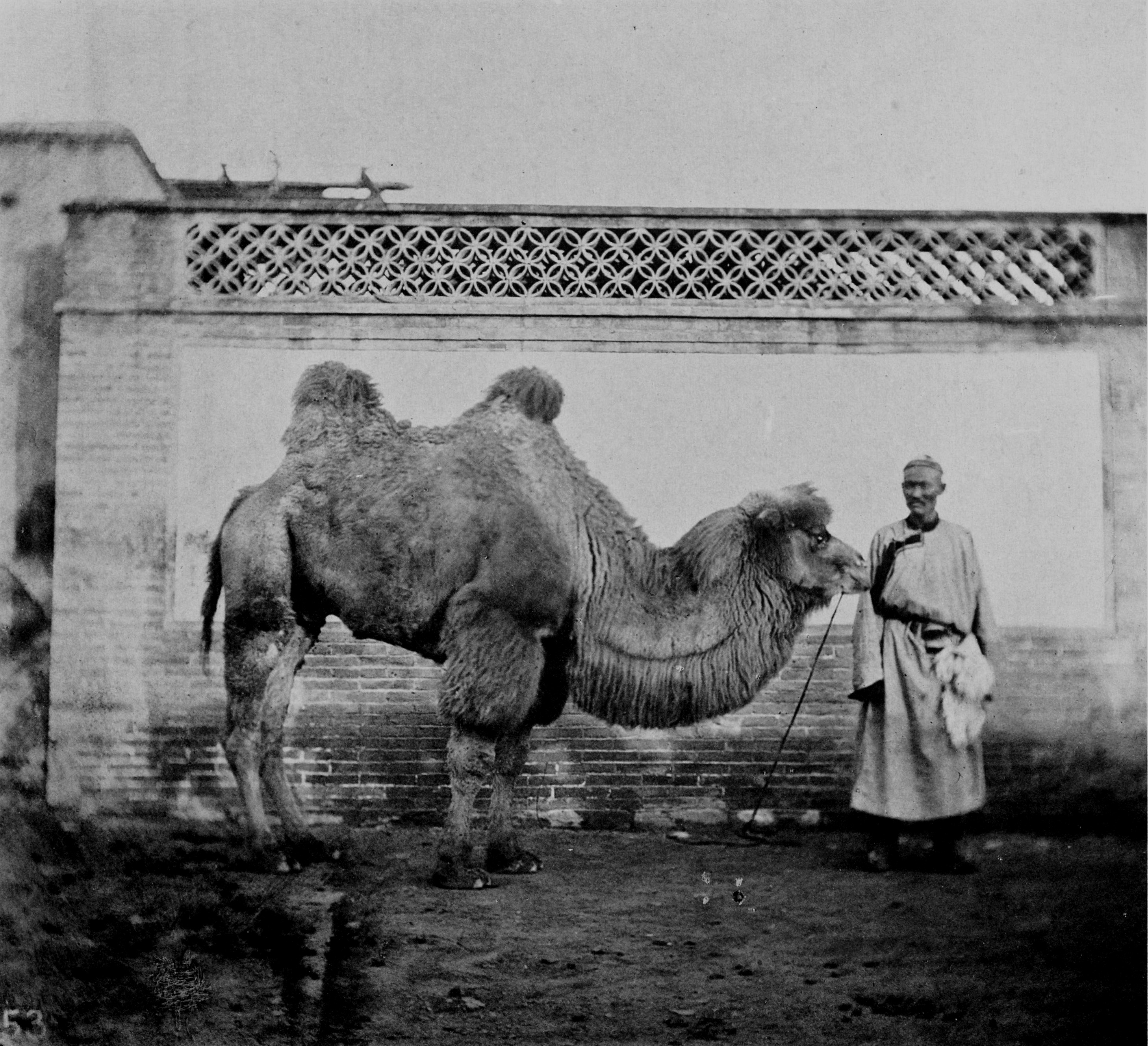
"El camello pequinés"; fotografía de John Thomson

En casi todos los viajes se perderían varios camellos en cada caravana. En un tramo especialmente agotador del viaje, un animal que ya se había desgastado por muchas semanas de andar, o envenenado accidentalmente por comer una planta venenosa, se arrodillaría y ya no se levantaba. Dado que la gente de la caravana consideraba que matar a un camello era un mal karma, el animal desesperado —cuya muerte, si fuera propiedad de un tirador de camellos individual, sería una gran pérdida material para su dueño—, simplemente se dejó atrás para morir ", arrojado. al Gobi", como dirían los hombres de camellos.
Dado que los camellos mudan en verano, los propietarios de camellos recibían ingresos adicionales por la recogida de varias libras de pelo que sus animales dejaron caer durante el pastoreo de verano (y la temporada de escorrentía); en el norte de China, el comercio de pelo de camello comenzó hacia la década de 1880. Más tarde, los caravaneros aprendieron el arte de tejer y ganchillo de los rusos blancos derrotados (exiliados en Xinjiang después de la Guerra Civil Rusa ) y los objetos que habían hecho fueron transportados al este de China con una caravana de camellos . Aunque el pelo que los camellos se vierte o que se recogen se consideraba, por supuesto, propiedad de los dueños de los camellos, los trabajadores de las caravanas tenían derecho a utilizar algún pelo para hacerlo ellos mismos (sobre todo calcetines) o para venderlos. Lattimore en 1926 observó que los tiradores de camellos "tejían a la marcha; si se quedaban inalámbrico, llegarían al primer camello del limón que llevaban, arrancaban un puñado de pelo del cuello y lo enrollaban en las palmas de la mano. principio de un trozo de hilo; se adjuntó un peso y se le dio un giro para empezar a hilar, y el hombre continuó introduciendo lana en el hilo hasta que tuvo suficiente hilo para seguir tejiendo".

## Asociaciones culturales
"In the Desert" ("Верблюды", literalmente "Camels") es una canción "tradicional rusa", interpretada por Donald Swann . Proporciona una traducción al inglés después de cada línea. La canción es extremadamente repetitiva ("Otro camello se acerca"), haciendo que la traducción sea en gran medida redundante, "se acerca toda una caravana de camellos".
Fritz Mühlenweg escribió un libro llamado In geheimer Mission durch die Wüste Gobi (primera parte en inglés Big Tiger and Compass Mountain ), publicado en 1950. Más tarde fue acortado y traducido al inglés bajo el título Big Tiger and Christian ; trata de las aventuras de dos chicos que cruzan el desierto de Gobi .    